# Кведлинбург (район)
Кведлинбург (нем. Quedlinburg) — бывший (до 30 июня 2007 года) район в Германии, 1 июля 2007 года вошёл в состав района Гарц. Центр района — город Кведлинбург. Район входил в федеральную землю Саксония-Анхальт. Занимал площадь 540,38 км². Население — 73 243 чел. Плотность населения — 136 человек/км².
Официальный код района — 15 3 64.
Район подразделялся на 25 общин.

## Города и общины
1. Кведлинбург (22 795)

Объединения общин
Управление Балленштедт/Боде-Зельке-Ауэ
1. Балленштедт (7 978)
2. Дитфурт (1 832)
3. Хауснайндорф (831)
4. Хедерслебен (1 740)
5. Хетеборн (396)
6. Радислебен (473)
7. Веддерштедт (470)

Управление Гернроде/Харц
1. Бад-Зудероде (1 849)
2. Фридриксбрун (1 057)
3. Гернроде (3 900)
4. Ридер (1 998)
5. Штекленберг (653)

Управление Тале
1. Найнштедт (1 995)
2. Тале (12 903)
3. Вестерхаузен (2 154)
4. Веддерслебен (1 084)

Управление Унтерхарц
1. Данкероде (866)
2. Гюнтерсберге (939)
3. Гарцгероде (4 439)
4. Кёнигероде (825)
5. Нойдорф (666)
6. Шило (601)
7. Зиптенфельде (626)
8. Штрасберг (810)